# Niedokrwistość
Niedokrwistość, anemia (łac. anaemia) – zaburzenie spowodowane przez:
1. spadek całkowitej liczby czerwonych krwinek (erytropenia)[1][2] albo
2. spadek poziomu hemoglobiny w porównaniu do normy przyjętej dla danego wieku i płci[3] albo
3. spadek zdolności krwi do przenoszenia tlenu[4].

Gdy niedokrwistość narasta powoli, jej objawy są z reguły mało nasilone i obejmować mogą uczucie zmęczenia, osłabienie, duszność i mniejszą wydolność fizyczną. Gdy anemia postępuje szybko, objawami są: uczucie dezorientacji, wrażenie, jakby się miało zemdleć, utrata przytomności i zwiększone pragnienie. Do zblednięcia skóry może dojść dopiero wtedy, gdy anemia jest już znacznie nasilona. Dodatkowe objawy mogą być wywoływane przez chorobę, która doprowadziła do anemii.
Przyczynami anemii może być utrata krwi, spadek produkcji krwinek czerwonych oraz wzrost liczby niszczonych erytrocytów. Przykładowo do utraty dużej ilości krwi może dojść w wyniku urazu bądź krwawienia z przewodu pokarmowego. Do obniżenia produkcji erytrocytów prowadzić może niedobór żelaza, niedobór witaminy B12, talasemia i grupa nowotworów szpiku kostnego. Przyczynami wzmożonej eliminacji krwinek czerwonych mogą być zaburzenia genetyczne, takie jak niedokrwistość sierpowatokrwinkowa, infekcje, jak np. malaria i niektóre choroby autoimmunologiczne. Niedokrwistości można także podzielić ze względu na wielkość krwinek czerwonych i ilość zawartej w nich hemoglobiny. Jeśli erytrocyty są małe, anemia nazywana jest mikrocytarną; jeśli duże – makrocytarną; jeśli krwinki są prawidłowych rozmiarów, anemia jest wtedy normocytarna.
U mężczyzn rozpoznanie anemii jest stawiane, gdy zawartość hemoglobiny w erytrocytach spada poniżej 13 bądź 14 g/dL, u kobiet natomiast poniżej 12 bądź 13 g/dL, a u kobiet ciężarnych – poniżej 11 g/dL. Wyniki poniżej tych wartości są wskazaniem do dalszej diagnostyki.
Niedokrwistość rzekoma – względne obniżenie Hb i hematokrytu poprzez zwiększenie objętości osocza w przypadku przewodnienia i u ciężarnych.

## Podział niedokrwistości
Niedokrwistości dzielimy na trzy grupy:
1. Niedokrwistości spowodowane utratą krwi
2. Niedokrwistości będące wynikiem upośledzonego wytwarzania erytrocytów:
  1. niedoborowe
  2. hipoplastyczne
  3. aplastyczne
  4. dysplastyczne
3. Niedokrwistości związane ze skróconym czasem życia erytrocytów
  1. zespół hemolityczny wrodzony
  2. zespół hemolityczny nabyty
  3. zespół hemolityczny mieszany

## Niedokrwistości pokrwotoczne
Niedokrwistości pokrwotoczne dzielimy na:
- niedokrwistości pokrwotoczne ostre
- niedokrwistości pokrwotoczne przewlekłe

### Objawy
Zależą od ilości utraconej krwi, są to przede wszystkim:
- bladość powłok skórnych
- osłabienie
- niskie ciśnienie krwi
- tachykardia
- bóle zamostkowe
- utrata przytomności

## Niedokrwistości niedoborowe
Są to niedokrwistości, w których do upośledzonego wytwarzania erytrocytów dochodzi z powodu niewystarczającej podaży substancji potrzebnych w procesie erytropoezy.
Spośród niedokrwistości niedoborowych wyróżniamy:
- niedokrwistość z niedoboru żelaza
- niedokrwistość z niedoboru kwasu foliowego
- niedokrwistość z niedoboru witaminy B12 (niedokrwistość złośliwa)
- niedokrwistość z niedoboru miedzi

### Niedokrwistości z niedoboru żelaza (mikrocytarna)
Niedokrwistość z niedoboru żelaza (łac. anaemia sideropenica) – inaczej niedokrwistość syderopeniczna, niedobarwliwa, mikrocytarna. Występuje najczęściej u niemowląt między 6–18 miesiącem życia. Przyczyną niedoboru żelaza jest niedostateczne zaopatrzenie organizmu w ten pierwiastek przy zwiększonym jego zapotrzebowaniu. Do najczęstszych przyczyn niedoboru zaliczamy:
- zmniejszone zapasy w życiu płodowym
- wcześniaki, noworodki niekarmione mlekiem matki
- zaburzenia wchłaniania
- szybki rozwój

U dorosłych niedokrwistości z niedoboru żelaza mogą być skutkiem przewlekłego krwawienia, stymulującego szpik do zwiększenia tempa erytropoezy, doprowadzając do wyczerpania ustrojowych zapasów żelaza. U kobiet jedną z najczęstszych przyczyn są obfite krwawienia miesięczne. U kobiet po menopauzie i u mężczyzn w piątej dekadzie życia i starszych częstą przyczyną przewlekłego krwawienia mogą być zmiany dysplastyczne w obrębie układu pokarmowego (polipy jelita grubego, nowotwór jelita grubego). Innym częstym miejscem krwawienia są owrzodzenia żołądka i dwunastnicy. Również w tym przypadku należy wykluczyć obecność zmiany o charakterze nowotworowym. 

#### Objawy
- spaczony, wybiórczy apetyt (np. na glinę, krochmal, kredę), niekiedy wyprzedza niedokrwistość – tzw. pica
- bladość skóry śluzówek i spojówek
- szorstkość skóry
- zanik brodawek językowych
- ból, pieczenie i wygładzenie języka
- zajady w kącikach ust – cheilosis
- pieczenie w jamie ustnej i przełyku
- zespół Plummera-Vinsona
- łamliwość włosów i paznokci
- koilonychia – choroba paznokci, w przebiegu której płytka staje się wklęsła, przybiera kształt łyżeczki
- osłabienie
- męczliwość
- zbyt długi sen
- niebieskie twardówki – objaw Oslera[9]

#### Podział niedoboru żelaza
1. utajony – ferrytyna ↓, żelazo w szpiku ↓
2. jawny – ferrytyna ↓↓, Fe ↓, żelazo w szpiku ↓, natomiast wzrasta: transferryna i rozpuszczalny receptor dla transferryny; Hb i MCV – w normie
3. jawny z niedokrwistością – tak jak w jawnej, lecz większe wartości spadku/wzrostu oraz dołącza się spadek Hb i MCV

#### Leczenie
W niedokrwistości z niedoboru żelaza prowadzi się leczenie przyczynowe. Najczęściej stosuje się doustne preparaty żelaza dwuwartościowego, które powinny być przyjmowane na czczo przez kilka miesięcy. Witamina C jest niezbędna do ich prawidłowego wchłaniania. Podczas terapii mogą wystąpić działania niepożądane w postaci dolegliwości ze strony układu pokarmowego takie jak:
- nudności
- wymioty
- bóle brzucha
- biegunka
- ciemne stolce

Trwają one krótko i nie stanowią wskazania do zaprzestania leczenia.
W przypadku nietolerancji leków doustnych, krwawień z przewodu pokarmowego, wrzodziejącego zapalenia jelita grubego oraz u chorych hemodializowanych żelazo jest podawane dożylnie, rzadziej domięśniowo. Towarzyszyć temu mogą następujące działania niepożądane:
- ból i obrzęk w miejscu wkłucia
- ból stawów i głowy
- metaliczny smak w ustach
- uczucie gorąca lub gorączka
- nudności
- zasłabnięcie
- świąd
- wstrząs anafilaktyczny

## Niedokrwistości makrocytarne
W niedokrwistościach makrocytarnych erytrocyty są większe niż prawidłowe. Zmiany wynikające z nieprawidłowej syntezy DNA są nazywane niedokrwistościami megaloblastycznymi. W pozostałych sytuacjach (np. wywołanych przez pewne zwyrodnienia wątroby i śledziony) niedokrwistości ze zwiększeniem objętości erytrocytu są określane jako niedokrwistości makrocytarne niemegaloblastyczne.

### Niedokrwistość megaloblastyczna
Niedokrwistość powstała na skutek nieprawidłowej syntezy DNA prowadzącej do dyssynchronizacji komórek krwi.
Najczęstszymi przyczynami są:
- niedobór witaminy B12 (kobalaminy)
- niedobór kwasu foliowego

#### Objawy
- bladość z odcieniem słomkowym
- duszność
- osłabienie
- zapalenie błony śluzowej żołądka
- piekący, czerwony język
- objawy neurologiczne (tylko w przypadku niedoboru witaminy B12)
- mała ruchliwość

## Niedokrwistość hipoplastyczna
Następuje zmniejszona produkcja składników morfotycznych krwi: głównie krwinek czerwonych, ale też granulocytów i płytek krwi, z powodu postępującego zaniku tłuszczowego szpiku.

## Niedokrwistość aplastyczna
Aplazja szpiku wynika ze zwiększenia użycia i obecności środków chemicznych (także niektórych leków) oraz toksycznych w życiu człowieka, czy też po ekspozycji na promieniowanie jonizujące (anemia popromienna). Charakteryzuje się występowaniem we krwi erytrocytów o prawidłowej budowie i zawartości hemoglobiny, lecz stopniowo w coraz mniejszej liczbie.
Niedokrwistość aplastyczna spowodowana jest najczęściej naświetlaniem szpiku kostnego promieniami X lub Gamma, oraz toksycznym uszkodzeniem szpiku przez jady bakteryjne i substancje chemiczne.

### Objawy
- wybroczyny, sińce
- krwawienia z nosa, krwotoki
- czasami stany zapalne jamy ustnej lub migdałków
- podatność na infekcje

## Niedokrwistość hemolityczna
Spowodowana jest skróceniem czasu życia erytrocytów, co powoduje zmniejszenie ich ilości we krwi. Prawidłowo erytrocyt żyje 100–120 dni, w stanie hemolitycznym – ok. 50 dni. Występuje podczas nasilenia hemolizy (np. w wyniku hipersplenizmu) i osłabienia zdolności kompensacyjnej szpiku.

## Niedokrwistości syderoblastyczne

### Przyczyny
- czynniki wewnątrzkrwinkowe
  - defekty błony erytrocytów
  - defekty enzymów tych krwinek
  - zaburzenia tworzenia hemoglobiny
- czynniki zewnątrzkrwinkowe
  - obce przeciwciała
  - własne przeciwciała
  - leki
  - choroby zakaźne
  - czynniki chemiczne
  - czynniki fizyczne

### Objawy
- bladość
- duszność
- osłabienie
- żółtaczka
- powiększenie śledziony
- kamica żółciowa

## Wrodzoneniedokrwistości hemolityczne

### Przyczyny
- sferocytoza wrodzona
- owalocytoza
- hemoglobinopatia
- talasemia
- niedobór enzymów glikolitycznych
- eliptocytoza
- wrodzona żółtaczka hemolityczna

## Nabyte niedokrwistości hemolityczne

### Przyczyny
- hemoglobinuria
- zakażenia paciorkowcem hemolizującym, gronkowcem, pneumokokami, pałeczką okrężnicy lub salmonellą
- zakażenia wirusowe (grypa typu A, mononukleoza zakaźna, wirusowe zapalenie płuc) mogą powodować powstanie zespołu hemolitycznego

## Hemoglobinopatie
Choroby spowodowane nieprawidłową budową hemoglobiny, np. anemia sierpowata, talasemie.

## Niedokrwistość chorób przewlekłych (ACD –anaemia of chronic disease)
Jest to niedokrwistość występująca u chorych z pobudzeniem układu immunologicznego związanym z procesem zapalnym (dokładniej – na skutek działania cytokin), która charakteryzuje się zmniejszoną produkcją erytrocytów, małą liczbą retikulocytów, małym stężeniem Fe i transferryny, ale zwiększonym stężeniem ferrytyny.
Druga co do częstości występowania po niedokrwistości z niedoboru żelaza.

### Przyczyny
- przewlekłe zakażenia bakteryjne, pasożytnicze i grzybicze (np. gruźlica, przewlekłe zakażenie dróg moczowych)
- nowotwory złośliwe (CRA – cancer related anaemia)
- choroby z autoimmunizacji – reumatoidalne zapalenie stawów, SLE, układowe zapalenie naczyń

### Patogeneza
Cytokiny (głównie IL-1, TNFα, IFNγ) osłabiają erytropoezę przez hamowanie proliferacji prekursorów krwinek czerwonych i jednocześnie pobudzenie ich apoptozy oraz zmniejszenie ekspresji genów EPO i jej receptora, a także zmniejszenie udostępniania żelaza dla krwiotworzenia, m.in. przez indukcję hepcydyny – hamuje wchłanianie żelaza w dwunastnicy i uwalnianie żelaza z makrofagów.

### Objawy kliniczne
- pojawia się w kilka miesięcy po ujawnieniu choroby podstawowej
- ogólne objawy niedokrwistości
- objawy związane z chorobą podstawową

### Nieprawidłowości w badaniach pomocniczych
- Badania morfologiczne
  - niedokrwistość normocytowa, mogą występować mikrocyty, normochromiczne (stężenie Hb zwykle >9g/dl)
  - mała liczba retikulocytów
  - przyśpieszone OB
  - zwiększone stężenie cytokin i białek ostrej fazy
  - małe stężenie żelaza
  - zmniejszone stężenie transferryny i TIBC w surowicy
  - wzrost stężenia ferrytyny
- Szpik
  - prawidłowa lub zwiększona ilość złogów żelaza – zwłaszcza w makrofagach

### Leczenie
- dążenie do wyleczenia choroby podstawowej

Przy ciężkiej niedokrwistości:
- przetoczenia koncentratu krwinek czerwonych
- cząsteczki pobudzające erytropoezę np. erytropoetyna s.c. przez 2–3 miesiące 3 razy w tygodniu
- preparaty żelaza tylko z erytropoetyną

Docelowe stężenie Hb wynosi 12 g/dl.